# Cory Chase
Cory Chase (Nueva Jersey, 25 de febrero de 1981) es una actriz pornográfica estadounidense.

## Biografía
Nació y se crio en el estado de Nueva Jersey. Tras acabar el instituto, sirvió en la Guardia Nacional de los Estados Unidos durante 8 años, llegando al rango de sargento. Estudió para ser paramédica, profesión que también ejerció además de otros trabajos menores como el de camarera o recepcionista.
Comenzó realizando vídeos caseros con su marido, que posteriormente subió a portales web de la industria, con los que consiguió cierto reconocimiento. Después de elaborar su propio contenido, decidió lanzarse a la industria pornográfica, debutando como actriz en 2009, a los 28 años de edad, en la película Hottest Moms In Town.
Como actriz, ha grabado películas para productoras como Pure Mature, Evil Angel, Blacked, Girlsway, Brazzers, Digital Sin, Reality Kings, Naughty America, Pure Taboo, Bangbros, Pure Play Media, Girlfriends Films o Mofos, entre otras.
Aunque en sus primeros trabajos tenía menos de 30 años, la mayoría de su carrera profesional la desarrolló estando en la treintena, siendo catalogada, al igual que otras tantas actrices, por su físico, edad y atributos, como una actriz MILF.
Ha aparecido en más de 1300 películas como actriz.
Algunas películas suyas son Anal Craving MILFs 4, Broken Vows, Hottest Moms In Town, Make Her Submit, My Friend's Hot Mom 51, Naughty Anal MILFS 2, Pervs On Patrol 2, RK Prime 6 o Twisted Family Secrets.

## Premios y nominaciones
| Año  | Ceremonia    | Resultado | Premio                                 | Trabajo             |
| ---- | ------------ | --------- | -------------------------------------- | ------------------- |
| 2019 | Premios AVN  | Ganadora  | Premio fan: Clip Star favorita         | —                   |
| 2020 | Premios AVN  | Nominada  | Aparición mainstream del año           | Serie Billions      |
| 2020 | Premios AVN  | Ganadora  | Premio fan: Clip Star favorita         | —                   |
| 2021 | Premios AVN  | Ganadora  | Premio fan: Clip Star favorita         | —                   |
| 2023 | Premios AVN  | Nominada  | Artista MILF / Cougar del año          | —                   |
| 2023 | Premios AVN  | Nominada  | Mejor escena de blowbang               | Cory Chase          |
| 2023 | Premios XBIZ | Nominada  | Artista MILF del año                   | —                   |
| 2024 | Premios AVN  | Nominada  | Artista MILF / Cougar del año          | —                   |
| 2025 | Premios AVN  | Nominada  | Artista MILF / Cougar del año          | —                   |
| 2025 | Premios XMA  | Nominada  | Artista MILF del año                   | —                   |
| 2025 | Premios XMA  | Nominada  | Mejor escena de sexo en orgía o grupal | Welcuming Our Guest |